# Брикси, Франтишек
Франтишек Ксавер Брикси (чеш. František Xaver Brixi; 2 января 1732, Прага — 14 октября 1771, там же) — богемский (ныне Чехия) композитор и музыкант XVIII века, яркий представитель эпохи раннего классицизма в музыке.

## Биография
Родился в семье композитора Симона (Шимона) Брикси (чеш. Šimon Brixi) (1693—1735). Музыкальное образование получил в гимназии при монастыре пиаристов в Космоноси.
После окончания гимназии в 1749 году Брикси вернулся в Прагу, где служил церковным органистом, с 1759 — капельмейстером в кафедральном соборе св. Вита, Вацлава и Войтеха в Праге.

## Творчество
Франтишек Ксавер Брикси — автор более 400 произведений духовной музыки, в том числе восьми органных концертов, являющихся яркими образцами этого довольно редкого жанра, ораторий, кантат, около 100 месс, псалмов, произведений для органа, клавира, камерных и оркестровых композиций.

## Избранные произведения
- Концерт для органа с оркестром No. 1 До мажор
- Концерт для органа с оркестром No. 2 До мажор
- Концерт для органа с оркестром No. 3 Ре мажор
- Концерт для органа с оркестром No. 4 Ре мажор
- Концерт для органа с оркестром No. 5 Фа мажор
- Концерт для органа с оркестром No. 6 Соль мажор
- Концерт для органа с оркестром No. 7 Соль мажор
- Концерт для органа с оркестром No. 8 Ре мажо
- Judas Iscariothes—Oratorium pro die sacro Parasceves (Одна из поздних работ Франтишека Брикси представляет собой оригинальную аллегорическую духовную ораторию Страстную неделю в итальянском стиле)
- Missa integra d minor
- Opus patheticum de septem doloribus Beatae Marae Virginis
- Missa solemnis D major — mass for solo, choir, orchestra and organ
- Litanie de seto Benedieto
- Confiteor Tibi Domine
- Sinfonia D
- Bitevní sinfonie
- Fuga a minor
- Pastoral C major
- Preludium C major
- Regina coeli
- Пасторальная месса.